# Équipe d'Italie de football à la Coupe du monde 1966
L'équipe d'Italie de football participe à la Coupe du monde de football 1966 organisée en Angleterre du 11 au 30 juillet 1966, ce qui constitue la sixième phase finale de Coupe du monde de son histoire, et sa deuxième consécutive.

## Effectif
Edmondo Fabbri
| No. | Pos.      | Joueur               | Date de naissance et âge | Sélec. | Club                  |
| --- | --------- | -------------------- | ------------------------ | ------ | --------------------- |
| 1   | Gardien   | Enrico Albertosi     | 2 novembre 1939          | 10     | ACF Fiorentina        |
| 2   | Gardien   | Roberto Anzolin      | 18 avril 1938            | 1      | Juventus              |
| 3   | Milieu    | Paolo Barison        | 23 juin 1936             | 7      | AS Roma               |
| 4   | Milieu    | Giacomo Bulgarelli   | 24 octobre 1940          | 24     | Bologna FC 1909       |
| 5   | Défenseur | Tarcisio Burgnich    | 25 avril 1939            | 12     | Internazionale Milano |
| 6   | Défenseur | Giacinto Facchetti   | 18 juillet 1942          | 21     | Internazionale Milano |
| 7   | Milieu    | Romano Fogli         | 21 janvier 1938          | 11     | Bologna FC 1909       |
| 8   | Défenseur | Aristide Guarneri    | 7 mars 1938              | 12     | Internazionale Milano |
| 9   | Défenseur | Francesco Janich     | 27 mars 1937             | 5      | Bologna FC 1909       |
| 10  | Attaquant | Antonio Juliano      | 1er janvier 1943         | 1      | SSC Napoli            |
| 11  | Défenseur | Spartaco Landini     | 31 janvier 1944          | 1      | Internazionale Milano |
| 12  | Milieu    | Gianfranco Leoncini  | 25 septembre 1939        | 1      | Juventus              |
| 13  | Milieu    | Giovanni Lodetti     | 10 août 1942             | 12     | AC Milan              |
| 14  | Attaquant | Sandro Mazzola       | 8 novembre 1942          | 19     | Internazionale Milano |
| 15  | Attaquant | Luigi Meroni         | 24 février 1943          | 5      | Torino FC             |
| 16  | Attaquant | Ezio Pascutti        | 1er juin 1937            | 15     | Bologna FC 1909       |
| 17  | Milieu    | Marino Perani        | 27 octobre 1939          | 2      | Bologna FC 1909       |
| 18  | Gardien   | Pierluigi Pizzaballa | 14 septembre 1939        | 1      | Atalanta BC           |
| 19  | Attaquant | Gianni Rivera        | 18 août 1943             | 23     | AC Milan              |
| 20  | Attaquant | Francesco Rizzo      | 30 mai 1943              | 2      | Cagliari Calcio       |
| 21  | Défenseur | Roberto Rosato       | 18 août 1943             | 12     | Torino FC             |
| 22  | Défenseur | Sandro Salvadore     | 29 novembre 1939         | 27     | Juventus              |

## Coupe du monde

### Groupe IV
| Classement final |                  |     |   |   |   |   |    |    |      |
|                  | Équipe           | Pts | J | G | N | P | BP | BC | Moy. |
| 1                | Union soviétique | 6   | 3 | 3 | 0 | 0 | 6  | 1  | 6.00 |
| 2                | Corée du Nord    | 3   | 3 | 1 | 1 | 1 | 2  | 4  | 0.50 |
| 3                | Italie           | 2   | 3 | 1 | 0 | 2 | 2  | 2  | 1.00 |
| 4                | Chili            | 1   | 3 | 0 | 1 | 2 | 2  | 5  | 0.40 |

| 13 juillet | Italie           | 2 | 0 | Chili  |
| 16 juillet | Union soviétique | 1 | 0 | Italie |
| 19 juillet | Corée du Nord    | 1 | 0 | Italie |

| 13 juillet 1966                   | Italie                   | 2 - 0 | Chili | Roker Park, Sunderland                            |                                                   |
| 19:30 · Historique des rencontres | Mazzola 8e · Barison 88e |       |       | Spectateurs : 30 000 Arbitrage : Gottfried Dienst | Spectateurs : 30 000 Arbitrage : Gottfried Dienst |
| 19:30 · Historique des rencontres | (Rapport)                |       |       | Spectateurs : 30 000 Arbitrage : Gottfried Dienst | Spectateurs : 30 000 Arbitrage : Gottfried Dienst |

| 16 juillet 1966                   | Union soviétique | 1 - 0 | Italie | Roker Park, Sunderland                            |                                                   |
| 15:00 · Historique des rencontres | Tchislenko 57e   |       |        | Spectateurs : 27 800 Arbitrage : Rudolf Kreitlein | Spectateurs : 27 800 Arbitrage : Rudolf Kreitlein |
| 15:00 · Historique des rencontres | (Rapport)        |       |        | Spectateurs : 27 800 Arbitrage : Rudolf Kreitlein | Spectateurs : 27 800 Arbitrage : Rudolf Kreitlein |

| 19 juillet 1966                   | Corée du Nord  | 1 - 0 | Italie | Ayresome Park, Middlesbrough                     |                                                  |
| 19:30 · Historique des rencontres | Pak Doo-ik 42e |       |        | Spectateurs : 18 000 Arbitrage : Pierre Schwinte | Spectateurs : 18 000 Arbitrage : Pierre Schwinte |
| 19:30 · Historique des rencontres | (Rapport)      |       |        | Spectateurs : 18 000 Arbitrage : Pierre Schwinte | Spectateurs : 18 000 Arbitrage : Pierre Schwinte |